# Brita Sohlberg
Brita Helena Margareta Sohlberg, född 31 mars 1957, är en svensk direktör och affärskvinna inom medier.
Sohlberg var undersökningschef på TV3 när kanalen var relativt nystartad. Hon var också informationschef på TV1000. När Kinnevik lanserade TV6, en systerkanal till TV3 med inriktning på kvinnor, blev Sohlberg den nya kanalens programchef.
Hösten 1995 följde Sohlberg flera tidigare TV3-chefer över till Kanal 5. Där blev hon vice vd och marknadschef.
I november 1999 blev Sohlberg vd för produktionsbolaget Wegelius Television. Under hennes ledning bytte företaget namn till Mastiff årsskiftet 2001/2002. Under 2003 slogs bolaget ihop med konkurrenten MTV Produktion och blev MTV Mastiff. Hon lämnade MTV Mastiff en tid efter sammanslagningen.
Från år 2004 arbetade hon med formatförsäljning hos SVT. Hon har också varit vd för Spiltan Underhållning.